# Pyrausta argyralis
Pyrausta argyralis is een vlinder van de familie van de grasmotten (Crambidae). De wetenschappelijke naam van deze soort is voor het eerst voorgesteld als Botys argyralis door Oronzio Gabriele Costa in een publicatie uit 1836.
De soort komt voor in Italië.